# Casa del Bel Cortile

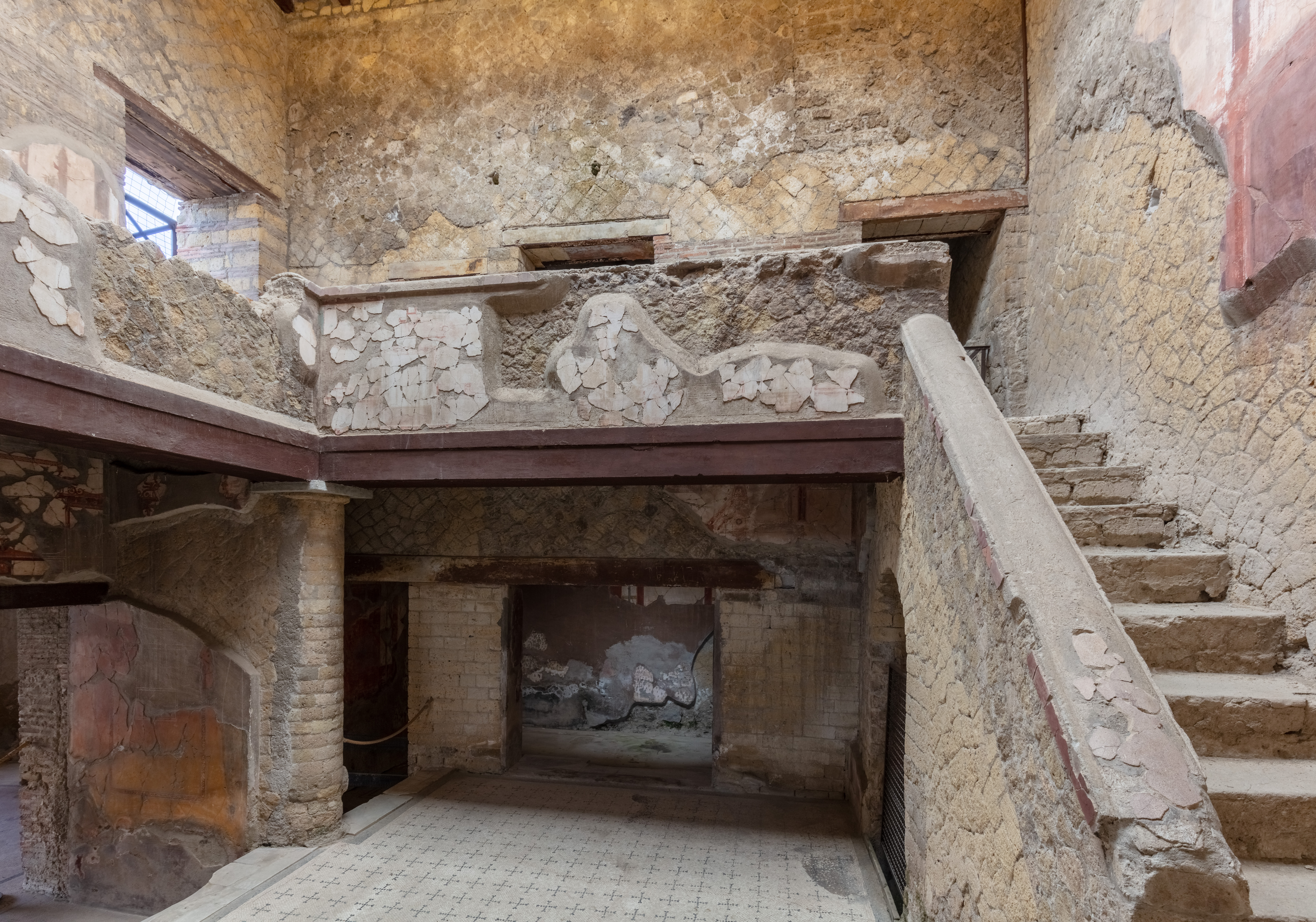
Blick in den Hof

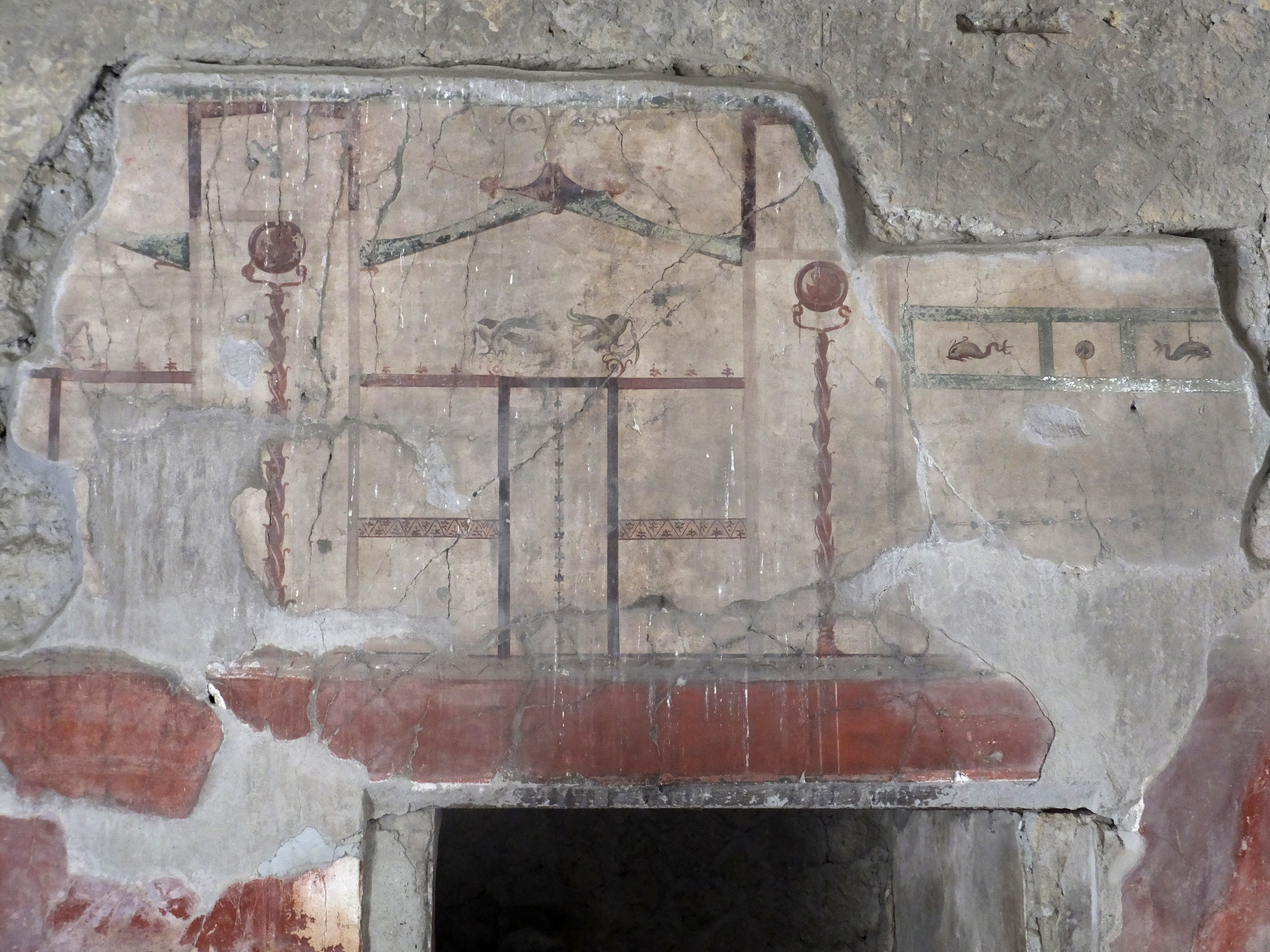
Wandmalerei

Die Casa del Bel Cortile (Haus mit dem schönen Hof) befindet sich in Herculaneum (Insula V.8). Es handelt sich um ein kleines Wohnhaus, das reich mit Wandmalereien ausgestattet ist. Das gut erhaltene Haus wurde von 1937 bis 1938 unter der Leitung von Amedeo Maiuri freigelegt. 
Zentrum des Hauses bildet ein Hof mit einer Treppe, die zum Obergeschoss führt. Das Haus besitzt kein Atrium und war einst Teil der großen Casa del Bicentenario. Ein Großteil der Wandmalereien gehören dem 4. Stil an, der zur Zeit in Mode war, als die Stadt unterging. 
Das Haus wird von der Nordseite her betreten. Von dort gelangt man direkt in einen großen Raum, der noch Reste von Wandmalereien im 4. Stil trägt. An diversen Stellen ist die letzte Putzschicht abgefallen und eine ältere Putzschicht mit einfachen Malereien, die Quader darstellen, ist sichtbar. Genau gegenüber dem Eingang befindet sich auch der Hof des Hauses mit zwei Halbsäulen und einer Treppe zum Obergeschoss. Der Boden ist mit einem einfachen schwarzweißen Mosaik ausgelegt. Die Wände waren mit Architekturdarstellungen bemalt, die jedoch zum großen Teil nicht erhalten sind. An der Ostseite des Hofes liegt der Oecus und an der Westseite befindet sich ein großer Saal mit Resten von Malereien im 3. Stil.
Im Haus fand sich ein verkohlter Holztisch.